# Peace (reka v Kanadi)
Peace (angleško Peace River, francosko La rivière de la Paix, pomen 'Reka miru') je reka v Kanadi, katere porečje se razteza znotraj meja provinc Britanska Kolumbija in Alberta.

## Geografija
Porečje reke Peace vključuje porečje reke Finlay in predstavlja jugozahodni del porečja Mackenziejeve reke, ki je največji rečni sistem v Kanadi. Začenja se z izvirom prvih pritokov reke Finlay pri jezeru Thutade v Skalnem gorovju na severu Britanske Kolumbije. Glavna struga reke Finlay se izliva v akumulacijsko jezero Williston, medtem ko glavna struga reke Peace poteka od jezu hidroelektrarne pri vzhodni obali akumulacijskega jezera Williston do notranje delte pri jugozahodnem delu jezera Athabasca, večinoma v smeri severovzhoda.
Razvejane struge znotraj notranje delte pri jezeru Athabasca vključujejo tudi sotočje reke Athabasca in izvir Suženjske reke, ki nato teče proti severu do izliva v Veliko suženjsko jezero. Iz Velikega suženjskega jezera izvira glavna struga Mackenziejeve reke, ki se izliva v Arktični ocean oziroma Beaufortovo morje. Dolžina glavne struge porečja rek Finlay in Peace, od izvira pri jezeru Thutade do notranje delte pri jezeru Athabasca, znaša 1923 kilometrov. Glavna struga reke Finlay je dolga 402 kilometra, glavna struga reke Peace pa meri 1521 kilometrov v dolžino. Površina porečja je približno 302.500 km². Pritoki rek Finlay in Peace vključujejo številne rečice in potoke. Največja pritoka glavne struge reke Peace sta reki Smoky in Wabasca.
Največje mesto ob reki Peace je Fort St. John v Britanski Kolumbiji s približno 20.000 prebivalci. Mesto Peace River v Alberti šteje približno 6600 prebivalcev. Preostala pomembnejša naselja ob reki Peace so Hudson's Hope in Taylor v Britanski Kolumbiji ter Fort Vermilion v Alberti. Znotraj porečja so številni narodni in naravni parki ter staroselski rezervati in druga zavarovana območja.

## Zgodovina
Prvotni prebivalci na območju porečja rek Finlay in Peace so bili pripadniki staroselskega ljudstva Danezaa, ki so jih Evropejci poimenovali Beaver (angleško 'bober'). Pripadniki staroselskih ljudstev Danezaa in Kri so imeli ozemeljski spor, ki so ga končali z dogovorom na vrhu neke gore v Alberti. Ta vrh je bil kasneje poimenovan Peace Point (angleško 'Vrh miru'), od koder izhaja tudi ime reke Peace.
Pripadniki ljudstva Danezaa so reko Peace v svojem jeziku poimenovali Unchaga, kar pomeni 'Velika reka'. Evropejci so območje v njeni bližini prvič obiskali v poznem 18. stoletju. Prvi evropski priseljenci so se večinoma ukvarjali s prodajo kožuhov ter so ob reki Peace ustanovili nekaj trgovskih središč, potem ko je škotski raziskovalec Alexander Mackenzie v letih 1792 in 1793 raziskal njeno porečje.
V zgodnjem 20. stoletju se je razvilo kmetijstvo, ki je bilo glavna gospodarska panoga tega območja, dokler ni prišlo do odkritja zalog nafte in zemeljskega plina. Kmetijstvo ostaja pomembno, nižavje pri reki Peace pa je najsevernejše kmetijsko območje komercialnega pomena v Severni Ameriki. Akumulacijsko jezero Williston je bilo urejeno leta 1967 z gradnjo jezu in odprtjem hidroelektrarne. Danes je drugo največje umetno jezero v Severni Ameriki. Poleg oskrbe z elektriko je pomembno tudi za zaščito nižinskih naselij pred poplavami.